# Klikawa (rivière)
Pour les articles homonymes, voir Klikawa.

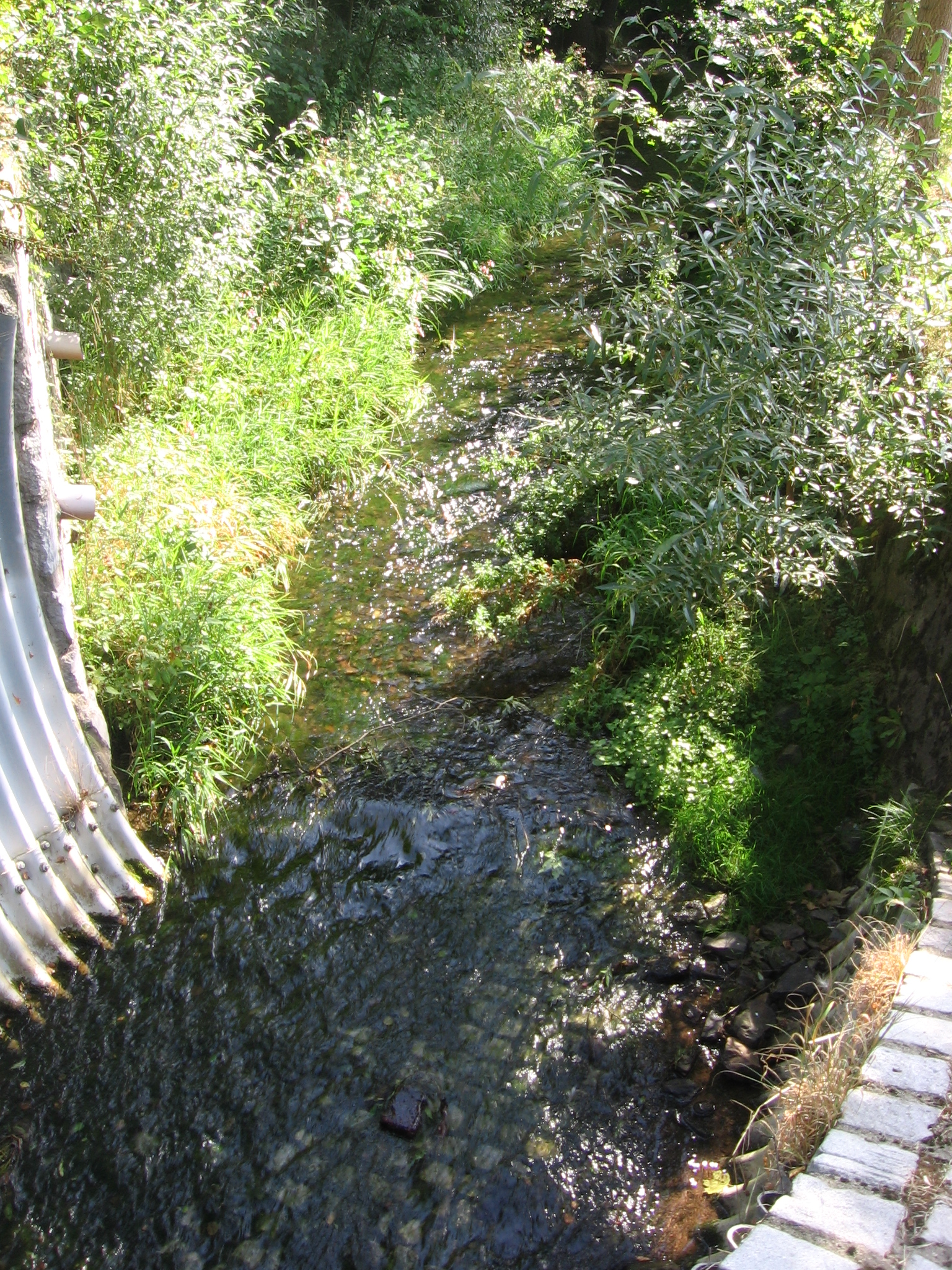
La Klikawa

La Klikawa est une rivière frontalière de Pologne et République tchèque. Elle a une longueur de 15,1 km. C'est un affluent du Metuje. Elle prend sa source dans les monts Orlické, et délimite la frontière avec la République tchèque.